# اختلال التوازن الهرموني

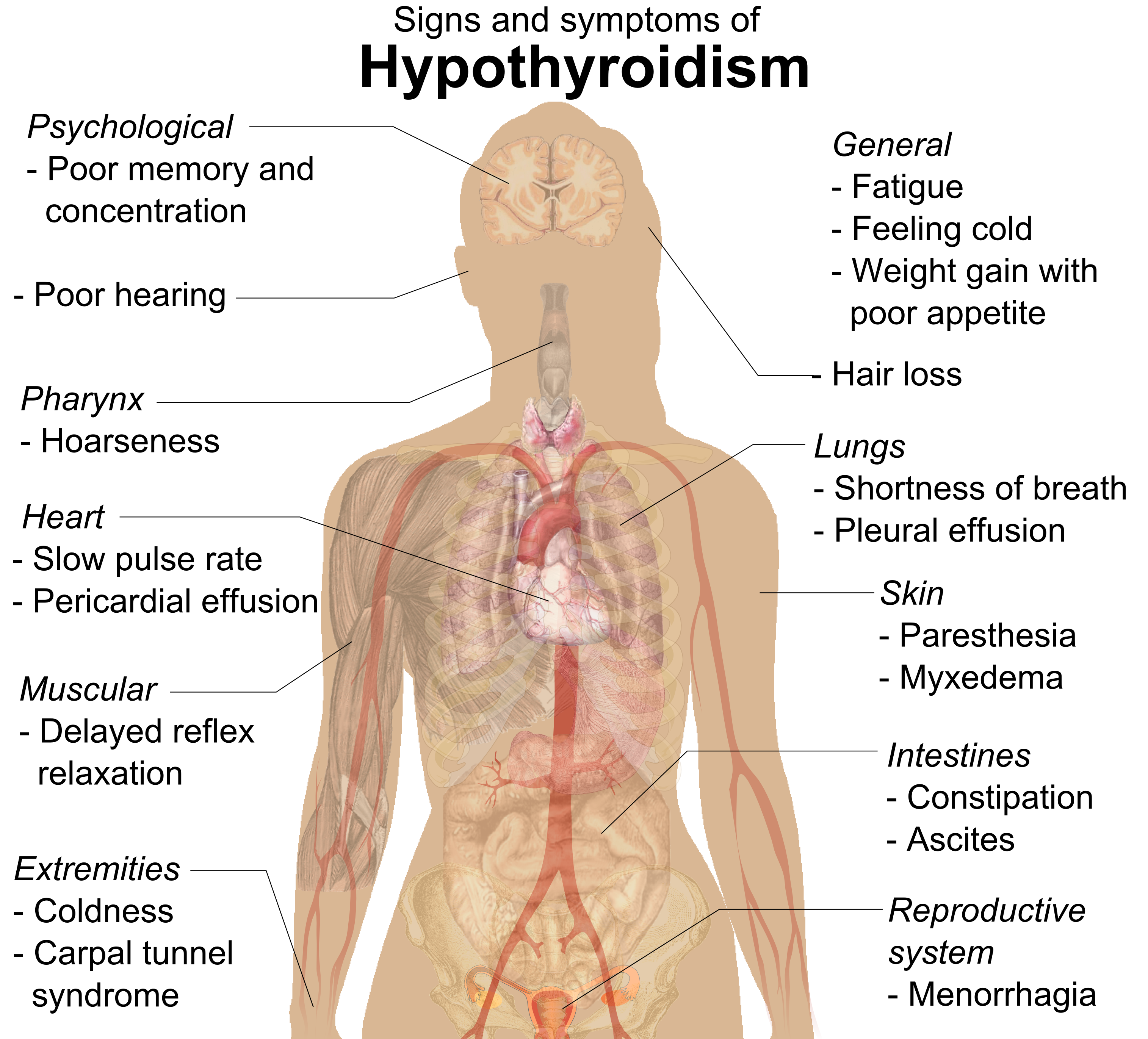
علامات وأعراض قصور الغدة الدرقية

الهرمونات هي الرسل الكيميائية في الجسم التي تنتقل في مجرى الدم إلى الأعضاء والأنسجة. وهي تعمل ببطء وتؤثر على الكثير من عمليات الجسم بمرور الوقت. وتقوم الغدد الصماء، التي تُعتبر مجموعات خاصة من الخلايا، بإفراز الهرمونات.
وهناك العديد من الغدد الصماء في الجسم أهمها الغدة النخامية والغدة الدرقية والغدة الزعترية والغدد الكظرية والبنكرياس. وتتمتع الهرمونات بالهيمنة ولا يتطلب الأمر إلا مقدارًا قليلاً منها لإحداث تغييرات كبيرة في جميع أنحاء الجسم. وتنتج الإناث والذكور على حد سواء هرمونات في نفس المناطق باستثناء الأعضاء التناسلية. ويتم إنتاج هرمونات ذكرية إضافية في الخصيتين في حين يتم إنتاج هرمونات الأنثى في المبايض.
وإذا تُرك اختلال التوازن الهرموني دون معالجة، فيمكن أن يؤدي هذا إلى مضاعفات طبية خطيرة مثل داء السكري. وإذا حدث الاختلال في الغدد النخامية، فمن الممكن حدوث اضطرابات في النمو وسوف يتطلب الأمر علاج هرمون النمو. ومن الممكن أيضًا أن يتسبب الاختلال في حدوث فرط إنتاج هرمونات النمو ومضاعفات طبية مثل العملقة وضخامة النهايات. وهناك حوالي 6000 اضطراب خاص بالغدد الصماء تحدث بسبب اختلال توازن الهرمونات.
ويحدث خلل الهرمونات في أوقات مختلفة خلال الحياة. ومع تغير الجسم من مرحلة الطفولة إلى مرحلة البلوغ، يصبح الذكور والإناث في سن الرشد. بعد ذلك، تشهد الإناث مرة أخرى تغيرًا لاحقًا في حياتهن بعد مرور سنوات الإنجاب. ويُعرف اختلال التوازن الهرموني بأنه توقف الرسل الكيميائية التي تنظم أنظمة الجسم عن العمل بشكل صحيح. وقد يكون هذا الخلل عبارة عن فرط إنتاج أو نقص إنتاج هرمونات معينة. والهرمون الرئيسي الذي يسبب هذه التغييرات هو الإستروجين.

## الإستروجين والبروجسترون
يحدث اختلال التوازن الهرموني كرد فعل لارتفاع مستوى هرمون الإستروجين وانخفاض مستوى البروجسترون داخل جسم المرأة. ويتم إنتاج الإستروجين بشكل طبيعي عن طريق المبيضين ويُعتبر الهرمون الأنثوي اللازم للنمو الجنسي الطبيعي. كما يعمل على تنظيم الدورة الشهرية لإعداد الجسم والمحافظة عليه خلال سنوات الإنجاب. ويكون الإستروجين سائدًا أثناء المرحلة الجُريبية من الدورة الشهرية. ويكون هرمون البروجسترون سائدًا أثناء المرحلة الأصفرية من الدورة الشهرية عن طريق الجسم الأصفر، ويكون مطلوبًا عند زراعة البويضة المخصبة. وفي وقت لاحق من الحياة، يبدأ إنتاج المبايض من هرمون الإستروجين والبروجسترون في التراجع، الأمر الذي يسبب أعراض اختلال توازن الهرمونات ومنها نزيف رحمي غير طبيعي. ويُعتبر العلاج بالإستروجين البديل من العلاجات الشائعة لعلاج اختلال التوازن الهرموني. وفي كثير من الأحيان، يتم استبدال الإستروجين فقط. وبعض مقدمي الرعاية الصحية، لا سيما ممارسي الطب البديل، يرون أنه من المهم دعم البروجسترون أيضًا، حيث أن التوازن بين الإستروجين والبروجسترون يُعتبر هامًا. ويمكن أن تسبب حالة هيمنة الإستروجين، التي يوجد فيها الإستروجين بشكل أكبر بكثير مقارنة بالبروجسترون، العقم ومتلازمة ما قبل الحيض ومشاكل الدورة الشهرية وزيادة الوزن في منطقة البطن، وربما زيادة خطر الإصابة بسرطان الثدي.

## الأسباب
هناك أسباب متعددة لاختلال التوازن الهرموني، ولكن معظم الحالات تحدث بسبب هيمنة الإستروجين أو زيادة كميات الإستروجين في الجسم ونقص البروجسترون. ومن بين الأسباب الشائعة أقراص تحديد النسل والإجهاد وفرط استخدام مستحضرات التجميل والمنتجات الحيوانية غير العضوية. وهناك أسباب طبية أخرى من بينها الوراثة والسمنة والأورام. وكذلك عدم ممارسة التمارين والحمل والرضاعة وإنتاج الأجسام المضادة الذاتية وكثرة الجلوس. ومن بين كل هذه الأسباب، تُعتبر السمنة هي السبب رقم واحد لاختلال التوازن الهرموني، في حين يُعد الحمل تغير نمط الحياة رقم واحد الذي يسبب الحالة.

## الأعراض
يتشارك الذكور والإناث في الأعراض التي تحدث خلال فترة اختلال التوازن الهرموني، في حين أن بعض الأعراض الأخرى تكون أكثر ارتباطًا بكل جنس. ومن بين الأعراض الأكثر مشاركة الإجهاد والمشاكل الجلدية أو حب الشباب وتقلب المزاج ومشاكل الوزن وتناقص الدافع الجنسي وضعف الذاكرة. وإذا أصبحت ردود الأفعال أكثر شدة، عندئذٍ سنتعرض للحساسية الهرمونية التي سنعاني فيها من مجموعة من الاضطرابات الأكثر خطورة. [3] وهذه الاضطرابات تشمل التهاب المفاصل ومتلازمة التعب المزمن وفيبروميالغيا ونوبات القلق. ويمكن أيضًا التعرض لالتهابات المسالك البولية وزيادة الجفاف في الفم والعينين والأعضاء التناسلية أو عدم انتظام نبضات القلب. ويتم التعرض لغالبية هذه الأعراض نتيجة لانقطاع الطمث.

## انقطاع الطمث
انقطاع الطمث هو النهاية الدائمة للحيض والخصوبة، والذي يحدث بعد آخر دورة شهرية بـ 12 شهرًا. في هذه الفترة من حياة المرأة يتوقف المبيض عن إنتاج البويضات، ولا ينتج الجسم نفس الكمية من هرمون البروجسترون أو هرمون الإستروجين. ويكون الحيض أقل تواترًا، وفي نهاية المطاف يتوقف نهائيًا. وهي عملية بيولوجية طبيعية وليست مرضًا طبيًا. واختلال التوازن الهرموني هو سبب الأعراض الجسدية والعاطفية المرتبطة بانقطاع الطمث. وتشمل هذه الأعراض الهبات الساخنة وأنماط نوم غير مستقرة أو الأرق وتغيرات في الاستجابة الجنسية.
وليست هناك حاجة إلى الوقاية من انقطاع الطمث، ولكن هناك خطوات يمكن اتخاذها لمنع آثار جانبية معينة. ويُوصى بممارسة التمارين الرياضية المنتظمة وتناول المكملات الغذائية من الكالسيوم وفيتامين د ونظام غذائي منخفض الدهون والتحكم في ضغط الدم ومستويات الكولسترول.

## علاج اختلال التوازن الهرموني
من المهم فهم جميع مخاطر وفوائد العلاج بالهرمونات البديلة (HRT). وينبغي على المرضى الذين لديهم سابقة في الإصابة بسرطان الثدي النشط أو السابق أو جلطات الدم أو أمراض الكبد والحمل أو سرطان بطانة الرحم التحدث مع الطبيب قبل استخدام العلاجات المتاحة دون وصفة أو العلاجات المتاحة بوصفة.
وهناك نوعان أساسيان من العلاج بالهرمونات البديلة. النوع الأول هو العلاج بالإستروجين البديل. وهو متاح على شكل أقراص أو كريم أو لطخة. ويتم تناوله وحده ويُعطى بأقل جرعة ممكنة للتخفيف من الأعراض. والنوع الثاني من العلاج هو مزيج من هرموني الإستروجين والبروجستيرون. ويُعرف باسم مزيج العلاج بالهرمونات البديلة. ويتم إعطاء هذين الهرمونين باستمرار لأقصر مدة زمنية ممكنة للحد من مخاطر التعرض للآثار الجانبية المحتملة. وتشمل الآثار الجانبية للعلاج النزف المهبلي غير المنتظم (التبقيع) وإيلام الثدي واحتباس السوائل والصداع والدوار وجلطات الدم أو السكتة الدماغية.

## بدائل العلاج بالهرمونات البديلة
يمكن للمرضى القلقين بشأن هذه الآثار الجانبية استخدام منتجات طبيعية يمكن شراؤها بدون وصفة. وقد أثبت النظام الغذائي وممارسة التمارين الرياضية فاعليتهما للحد من أعراض انقطاع الطمث. ومع تعرض الجسم لهذه التغيرات، سوف يؤدي تعديل النظام الغذائي ومستوى نشاط الشخص إلى تعزيز صحة العظام وتقليل مخاطر أمراض القلب أيضًا.

## الاستخدام غير السليم للهرمونات
يمكن أن يحدث اختلال خطير أو قاتل للتوازن الهرموني لدى أولئك الذين يستخدمون ستيرويدات ابتنائية. ومع تطور نظام الغدد الصماء، يمكن أن يؤدي استخدام هذه الهرمونات إلى اختلال التوازن الهرموني الذي يسبب زيادة في السلوك العدواني وتقلبات المزاج أو اضطرابات النمو. ويلزم استخدام الستيرويد لبعض المرضى ولكن يجب إعطاؤه وتناوله فقط تحت رعاية اختصاصي الصحة للحد من هذه المخاطر.